# Lewis, Kansas
Lewis är en ort i Edwards County i Kansas. Orten har fått sitt namn efter tidningsredaktören M.M. Lewis. Enligt 2020 års folkräkning hade Lewis 400 invånare.